# Riseberga gods
Riseberga gods är ett gods i Edsbergs socken i Närke, sydväst om Örebro.
Huvudbyggnaden, som är av trä och är byggd på 1700-talet, ligger på en dominerande höjd. Den omges av trädgård och en större park. Klosterruinerna ligger i parken på en skarp sluttning åt sydväst, omgivna av lövskog, med utsikt över Kilsbergen och Tiveden.
Godset anses vara grundlagt av kung Sverker den yngre. Det gavs av jarlen Birger Brosa till Riseberga nunnekloster, ett cistercienserkloster anlagt i slutet av 1100-talet. Under reformationen drogs den in till kronan. År 1546 härjades klostret av vådeld, och byggnadsmaterialet som blev kvar användes på 1650-talet till bl.a. Edsbergs sockenkyrka. Riseberga skänktes 1586 av hertig Karl till ståthållaren i Närke Jost Kursell (Kürtzall). Den ärvdes sedermera av hans måg riksrådet friherre Erik Ryning, och sedan av hans dotterson landshövdingen Jakob Fleming. Hans dotterson i sin tur sålde det 1750 till Erland von Hofsten på Villingsberg. Därefter ärvdes Riseberga av Hofstens måg Olof Svensson Hedengren. Godset stannade sedan inom hans släkt och bland annat föddes här dottersonen Torsten Rudenschöld. Under sonsonen Olof Gabriel Hedengrens tid utfördes de första täckdikningarna i Sverige på Riseberga. Han anlade ett tegelbruk där, och 1850 inrättades en av de första lantbruksskolorna i Sverige på Riseberga. Även det första rationellt drivna mejeriet anlades här. 
År 1886 såldes egendomen till Dickson och Schale, vilka i sin tur 1898 sålde till grosshandlaren Gustav Andersson i Örebro. Godset bytte ägare flera gånger under påföljande år. Sedan mitten av 1900-talet drivs godset av familjen Bergström.